# デビルフィッシュ (潜水艦)
デビルフィッシュ (USS Devilfish, SS/AGSS-292) は、アメリカ海軍の潜水艦。バラオ級潜水艦の一隻。艦名はイトマキエイや南方の暖かい海に生息するいくつかの巨大な頭足類に因む。彼我の記録が照合しないが、特攻機に突入された潜水艦として記録されている。

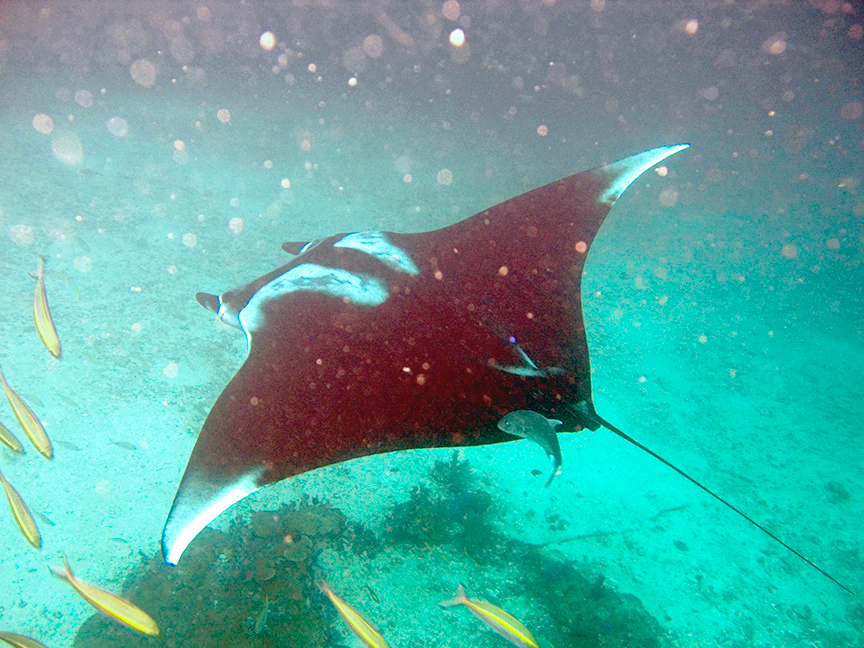
オニイトマキエイ（Great devilfish）

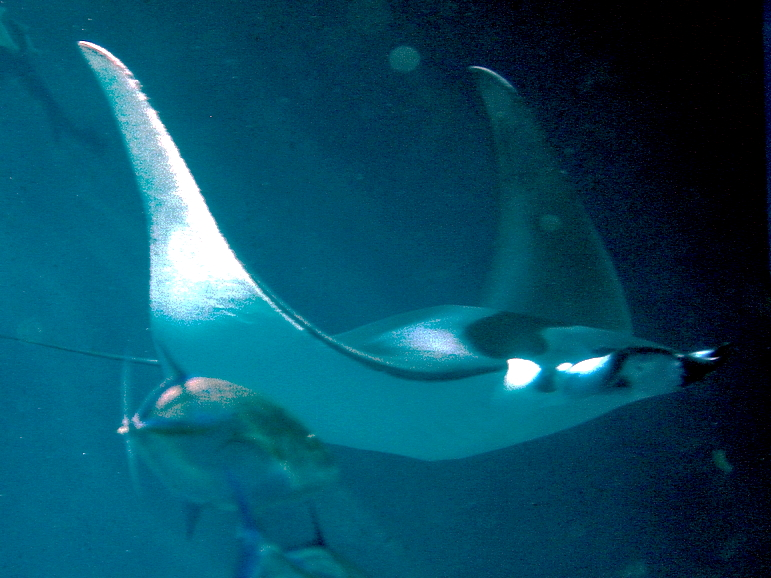
イトマキエイ（Small devilfish）

## 艦歴
デビルフイッシュは1942年3月31日にペンシルベニア州フィラデルフィアのウィリアム・クランプ・アンド・サンズ社（クランプ社）で起工された。当時アメリカ海軍では、潜水艦の大量建造に対応するため前級のガトー級潜水艦では従来の潜水艦建造所であるエレクトリック・ボート社とポーツマス、メア・アイランドの両海軍造船所に加え、潜水艦の建造経験が全くなかったマニトワック造船を新しい潜水艦建造所に指定して大量建造に対応してきた。バラオ級ではさらに建造数が増えることが明らかだったため、さらに別の潜水艦建造所としてクランプ社を指定した。しかし、クランプ社の建造技術が未熟だったせいか工期は長引き、F・W・フエノー夫人によって進水したのは1年2ヵ月後の1943年5月30日のことであった。その後も建造はスローペースで進み、進水から1年4ヵ月後の1944年9月1日、エドワード・クラーク・ステファン少佐（アナポリス1929年組）の指揮下ようやく就役した。10月18日から11月2日までの間、フロリダ州キーウエストで艦隊音響学校の訓練プログラムに従事した後太平洋に回航され、12月2日に真珠湾に到着した。

### 哨戒
12月31日、デビルフィッシュは最初の哨戒で紀伊水道、豊後水道および四国沖に向かった。1945年1月12日から15日まで、給油のためにサイパン島に寄港した後、哨戒海域に向かった。この哨戒では日本本土を空襲するB-29パイロットのための救助艦としての任務も与えられた。2月13日、デビルフィッシュは41日間の行動を終えてグアム島アプラ港に帰投。艦長がステファン・S・マン・ジュニア（アナポリス1938年組）に代わった。
3月15日、デビルフィッシュは2回目の哨戒で相模湾方面に向かった。3月16日にサイパン島に寄港した後、哨戒海域に向けて北上した。3月20日、デビルフィッシュは小笠原諸島近海を北上中だった。16時45分、デビルフィッシュのレーダーは後方からやってくる速い目標を探知し、程なくして雲の切れ間から航空機が向かってくるのを確認した。その航空機はHapかZeke、すなわち零戦と判断された。デビルフィッシュはただちに急速潜航に入ったが、15メートルの深度になったところで艦にそう近くない位置から爆弾が爆発するような音が聞こえた。その直後、デビルフィッシュの艦内に海水が入り込んできたので緊急浮上して調査を行ったところ、マストを完全に破壊される重大な損傷を被ったことが分かった。また、甲板にはジュラルミン製の翼の一部が乗っかっていた。デビルフィッシュは哨戒を中止し、3月24日にサイパン島に寄港。4月6日、デビルフィッシュは21日間の行動を終えて真珠湾に帰投。修理に入った。
デビルフィッシュとぶつかった零戦が特攻機かどうかは定かではない。日本側の記録では、この日に出撃した特攻隊は国分から出撃した菊水彗星隊17機と鹿屋、大分から出撃した菊水銀河隊3機であり、いずれも四国沖に出現した第58任務部隊に対する攻撃であった。したがって、この零戦が初めから特攻攻撃を企図して飛来したものかどうかは不明であり、急降下攻撃の末に偶然衝突した可能性もあるが、現時点ではこの零戦の正体は不明である。ともかく、帰投後にマンは「特攻機を1機撃墜した」として潜水艦戦闘記章の授与を申請し、潜水艦部隊司令官チャールズ・A・ロックウッドはこれを受理してデビルフィッシュに潜水艦戦闘記章を授与した。「潜水艦部隊指揮官は、この方法で特攻機を撃破することを勧告しない」という但し書きを添えて。
5月20日、デビルフィッシュは3回目の哨戒で本州海域に向かった。沖縄戦で撃墜されたパイロットの救助任務の傍ら豊後水道方面を中心に哨戒する一方、6月16日に潜水艦を発見して魚雷を発射し、6月26日に護衛艦と交戦したが、いずれも撃沈にはいたらなかった。7月7日、デビルフィッシュは47日間の行動を終えてアプラ港に帰投した。
8月2日、デビルフィッシュは4回目の哨戒で小笠原諸島を経て本州海域に向かった。この哨戒では、第38任務部隊に対する支援が主な任務であった。」8月10日、デビルフィッシュは鳥島を艦砲射撃した。その5日後終戦となり、デビルフィッシュは帰国の途につく。戦闘停止の翌8月16日、デビルフィッシュはミッドウェー島に針路を向けた。8月22日、デビルフィッシュは20日間の行動を終えてミッドウェー島に帰投。その後、サンフランシスコに向けて帰国の途に就いた。

### 戦後

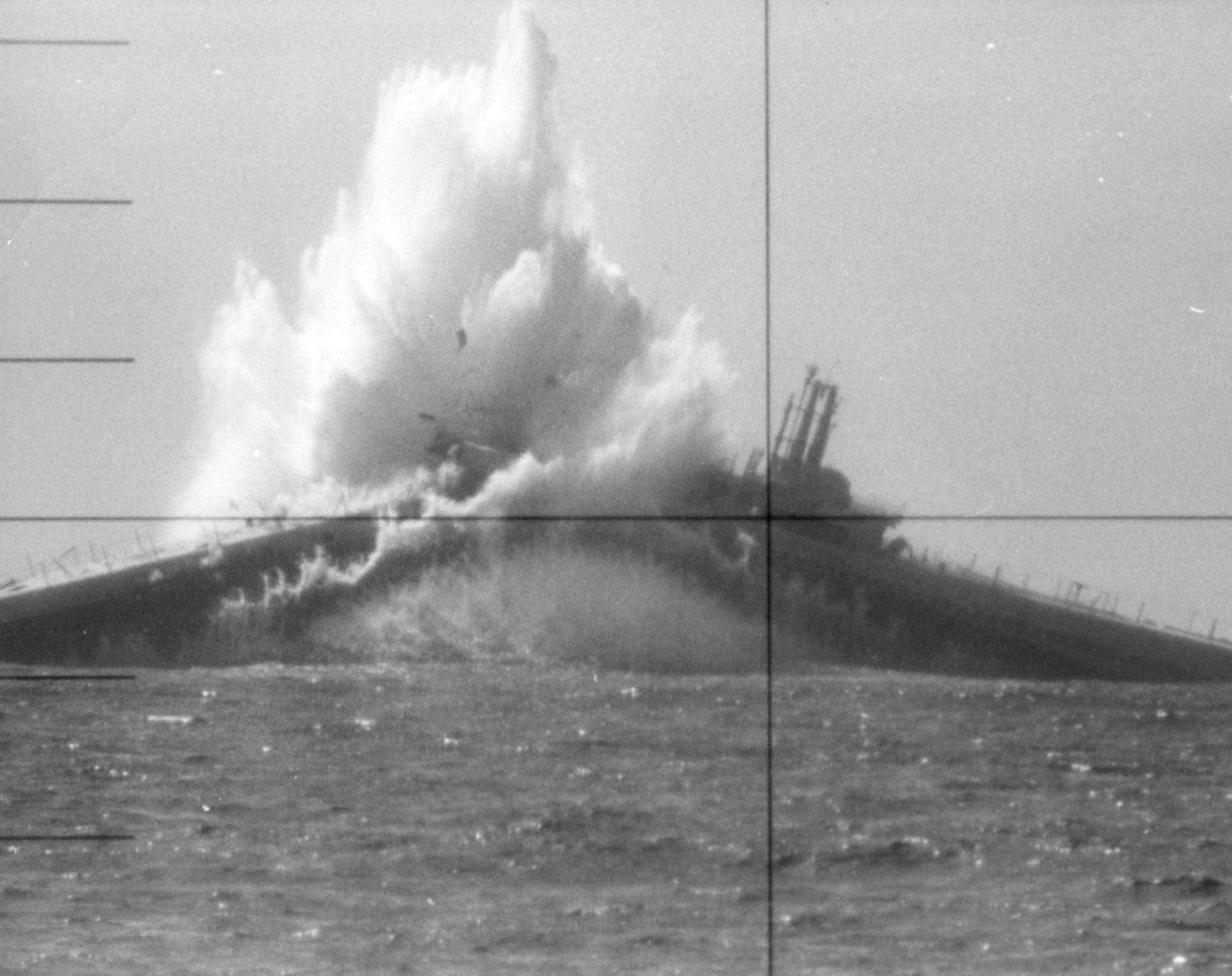
ワフーの魚雷が命中し爆発するデビルフィッシュ、1968年。

第二次世界大戦終了後、デビルフィッシュは1946年9月30日退役し太平洋予備役艦隊に編入された。その後艦種を補助潜水艦 AGSS-292 に変更して再就役、1967年3月1日最終的に除籍され、1968年8月14日、サンフランシスコ沖で標的艦として潜水艦ワフー (USS Wahoo, SS-565) の魚雷によって海没処分された。
デビルフィッシュは第二次世界大戦の戦功で3個の従軍星章を受章した。デビルフィッシュの行った哨戒は2回目が成功と見なされた。